# Nāḩiyat Ma‘lūlā
Nāḩiyat Ma‘lūlā (arabiska: ناحية معلولا) är ett subdistrikt i Syrien.   Det ligger i provinsen Rif Dimashq, i den sydvästra delen av landet, 40 km nordost om huvudstaden Damaskus.
Trakten runt Nāḩiyat Ma‘lūlā är ofruktbar med lite eller ingen växtlighet. Runt Nāḩiyat Ma‘lūlā är det ganska tätbefolkat, med 75 invånare per kvadratkilometer.